# Колодистенська сільська рада (Тальнівський район)
Коло́дистенська сільська́ ра́да — адміністративно-територіальна одиниця та орган місцевого самоврядування в Тальнівському районі Черкаської області. Адміністративний центр — село Колодисте.

## Загальні відомості
- Населення ради: 824 особи (станом на 2001 рік)

## Населені пункти
Сільській раді були підпорядковані населені пункти:
- с. Колодисте

## Склад ради
Рада складалася з 14 депутатів та голови.
- Голова ради: Кириленко Тамара Іванівна

### Керівний склад попередніх скликань
| Прізвище, ім'я, по батькові   | Основні відомості                                                                                                | Дата обрання | Дата звільнення |
| ----------------------------- | --- | ------------ | --------------- |
| Журавель Валентина Григорівна | Сільський голова, 1956 року народження, освіта середня спеціальна, член Всеукраїнського об'єднання «Батьківщина» | 26.03.2006   | 31.10.2010      |
| Журавель Валентина Григорівна | Сільський голова, 1956 року народження, освіта середня спеціальна, позапартійна                                  | 31.10.2010   | 14.12.2012      |
| Кириленко Тамара Іванівна     | Сільський голова, 1970 року народження, освіта середня спеціальна, член Партії регіонів                          | 15.12.2013   |                 |

Примітка: таблиця складена за даними сайту Верховної Ради України

### Депутати
За результатами місцевих виборів 2010 року депутатами ради стали:

#### За суб'єктами висування
| Суб'єкт висування                                       | Кількість обраних депутатів | %    |
| ------------------------------------------------------- | --------------------------- | ---- |
| Самовисування                                           | 11                          | 78,6 |
| Політична партія Всеукраїнське об'єднання «Батьківщина» | 2                           | 14,3 |
| Комуністична партія України                             | 1                           | 7,1  |

#### За округами
| № округу                                                | Прізвище, ім'я, по батькові   | Дата визнання обраним | Освіта             | Партійна приналежність            | Відомості про обраного депутата               |
| ------------------------------------------------------- | ----------------------------- | --------------------- | ------------------ | --------------------------------- | --------------------------------------------- |
| Комуністична партія України                             |                               |                       |                    |                                   |                                               |
| 2                                                       | Гайшук Роман Васильович       | 04.11.2010            | середня            | член Комуністичної партії України | тимчасово не працює                           |
| Політична партія Всеукраїнське об'єднання «Батьківщина» |                               |                       |                    |                                   |                                               |
| 12                                                      | Чурпіта Людмила Олександрі    | 04.11.2010            | середня            | позапартійна                      | тимчасово не працює                           |
| 13                                                      | Кособлик Антоніна Василівна   | 04.11.2010            | середня            | позапартійна                      | тимчасово не працює                           |
| Самовисування                                           |                               |                       |                    |                                   |                                               |
| 1                                                       | Калиушко Анна Володимирівна   | 23.03.2014            | середня спеціальна | позапартійна                      | тимчасово не працює                           |
| 3                                                       | Гайшук Тетяна Валеріївна      | 04.11.2010            | середня            | позапартійна                      | тимчасово не працює                           |
| 4                                                       | Польовий Дмитро Ілліч         | 04.11.2010            | вища               | позапартійний                     | пенсіонер                                     |
| 5                                                       | Кириленко Валентин Васильович | 04.11.2010            | вища               | позапартійний                     | тимчасово не працює                           |
| 6                                                       | Моклюк Антоніна Петрівна      | 04.11.2010            | середня            | позапартійна                      | тимчасово не працює                           |
| 7                                                       | Руденко Ліна Миколаївна       | 04.11.2010            | середня            | позапартійна                      | тимчасово не працює                           |
| 8                                                       | Рак Галина Петрівна           | 04.11.2010            | середня            | позапартійна                      | ПП Танцюра, реалізатор                        |
| 9                                                       | Чурпіта Валентина Василівна   | 04.11.2010            | середня спеціальна | позапартійна                      | Колодистенська сільська рада, касир           |
| 10                                                      | Руденко Валентина Петрівна    | 04.11.2010            | середня            | позапартійна                      | тимчасово не працює                           |
| 11                                                      | Тичук Галина Іванівна         | 04.11.2010            | середня            | позапартійна                      | тимчасово не працює                           |
| 14                                                      | Гайшук Тетяна Володимирівна   | 04.11.2010            | вища               | позапартійна                      | Колодистенська загальноосвітня школа, вчитель |